# Rodrigo Cordero
Rodrigo Antonio Cordero Solano (Moravia, 1973. december 4. –) Costa Rica-i válogatott labdarúgó.

## Pályafutása

### Klubcsapatban
Pályafutását 1994-ben a Municipal Puriscal csapatában kezdte. 1995 és 1996 között a Carmelita, 1996 és 1997 között a Alajuelense csapatában játszott. 1998-tól 2004-ig a Heredianót erősítette. Később szerepelt még a Brujas FC (2004–05), a Cartaginés (2005–06), a Pérez Zeledón (2006–07) a Puntarenas (2007–08), a Ramonense (2008–10) és a Barrio México (2010–11) csapatában. 

### A válogatottban
2000 és 2004 között 34 alkalommal szerepelt a Costa Rica-i válogatottban és 1 gólt szerzett. Bemutatkozására 2000. június 21-én került sor egy Paraguay elleni barátságos mérkőzés alkalmával. Részt vett a 2001-es Copa américán és a 2002-es világbajnokságon, de nem kapott lehetőséget egyetlen mérkőzésen sem.

## Külső hivatkozások
- Rodrigo Cordero adatlapja a National-Football-Teams.com oldalon (angolul)

- Rodrigo Cordero (angol nyelven). FootballDatabase.eu
- Rodrigo Cordero (német nyelven). kicker.de
- Rodrigo Cordero adatlapja a worldfootball.net oldalon (angolul)